# Exochus pictus
Exochus pictus là một loài tò vò trong họ Ichneumonidae.